# Old Habits Die Hard
Old Habits Die Hard è un singolo del 2005 di Mick Jagger.
Scritta dallo stesso Jagger e musicata da David A. Stewart, la canzone fa parte della colonna sonora del film del 2004 Alfie, ed è contenuta nell'album Alfie (Soundtrack from the Motion Picture). All'interno di esso sono presenti anche altre due versioni di Old Habits Die Hard: una breve versione strumentale e una bonus track cantata da Jagger in duetto con Sheryl Crow.
La canzone ha ottenuto diversi riconoscimenti, il più importante dei quali è stato il Golden Globe per la migliore canzone originale. Nella stessa categoria ha trionfato ai Critics' Choice Movie Award, ai Las Vegas Film Critics Society Awards e ai World Soundtrack Awards.